# JAX-WS
JAX-WS, acrônimo de Java API for XML Web Services, ou em português API Java para Serviços Web XML, é uma API Java para criação de web services. Ela é parte da plataforma Java EE da Oracle. Assim como as outras APIs Java EE, JAX-WS usa anotações, introduzidas na versão Java SE 5, para simplificar o desenvolvimento e implantação de clientes web service e endpoints.
A implementação de referência de JAX-WS é desenvolvida como um projeto de código aberto e é parte do projeto GlassFish, um servidor de aplicações Java EE de código aberto. Ela é chamada de JAX-WS RI (de Reference Implementation) e é destinada a ser uma implementação de qualidade de produção (contrária à Implementação de Referência anterior que era resistente ao conceito). Esta Implementação de Referência hoje é parte da distribuição Metro.
JAX-WS também é um dos fundamentos do WSIT.

## Mudança de nome
JAX-WS 2.0 substituiu a API JAX-RPC na plataforma Java Enterprise Edition 5. A alteração do nome refletiu a mudança do estilo RPC para o estilo de documento de web services.